# Couronnes (metropolitana di Parigi)
Couronnes è una stazione della metropolitana di Parigi situata sulla linea 2.
L'origine del nome non è certa; può derivare o da una località nota come Les Couronnes-sous-Savies, oppure da una taverna chiamata Les Trois Couronnes.

## L'incidente del 1903

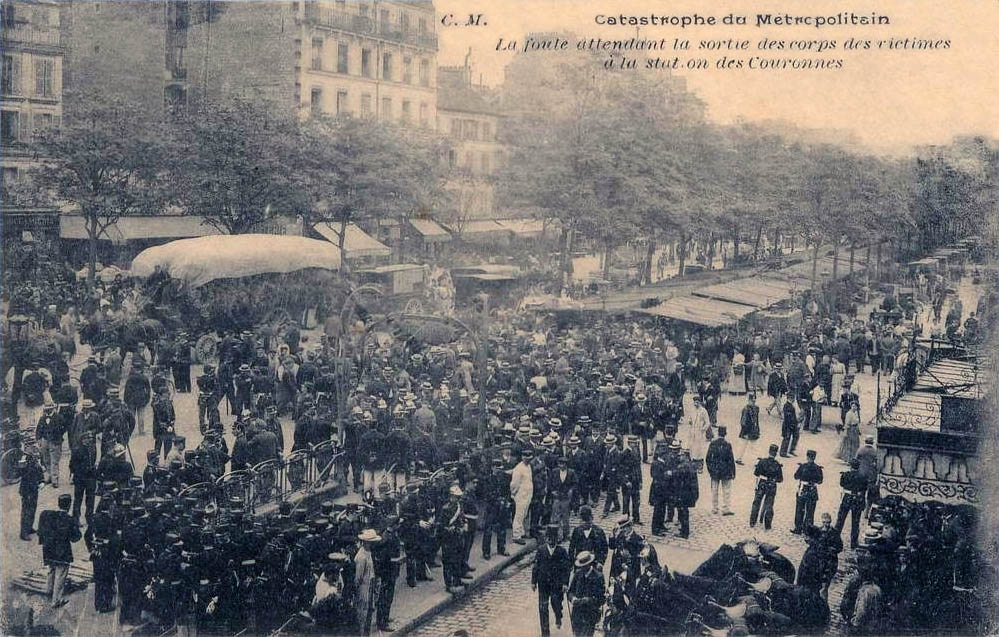
La folla radunata alla stazione di Couronnes alla notizia della catastrofe.

Il 10 agosto 1903, divampa un principio d'incendio su un treno in servizio sul ramo nord della Linea 2 alla fermata di Barbès. Il convoglio viene evacuato e i passeggeri sono reimbarcati sul treno seguente, che però si arresta a Couronnes e non riparte. I viaggiatori sono nuovamente evacuati e vengono invitati ad uscire dalla stazione, ma essi rifiutano di farlo senza essere stati rimborsati del costo del biglietto. Improvvisamente viene a mancare l'illuminazione; i viaggiatori spaventati tentano di fuggire, ma nella concitazione e nel buio si addentrano ancor di più nel tunnel saturo di fumo. 84 persone muoiono asfissiate, in quella che è la peggiore tragedia nella storia della metropolitana parigina.